# 桂歌之助 (2代目)
二代目 桂 歌之助（かつら うたのすけ、1946年7月30日 - 2002年1月2日）は岡山県岡山市出身の落語家。本名∶北村 和喜。出囃子∶『たぬき』または『八島官女』。

## 来歴
学生時代から桂米朝のファンでラジオ大阪の桂米朝と小松左京司会の「題名のない番組」のヘビーリスナーであった。
大阪府立大手前高等学校卒業後、建築科の大学を志すも2浪で失敗、子供の頃から好きだった落語家になるために1967年7月に千日劇場に出ていた米朝に入門し、桂扇朝を名乗る。1970年にトップホットシアターで初舞台。
落語会開催のたびに不幸な出来事（下記詳細）が起こると評されたために改名を考え、姓名判断に凝っていた香川登志緒の勧めもあって、1974年1月に歌之助を襲名。
1987年から京都の鰻料理店で開かれている「かねよ寄席」は、歌之助が発起人の一人であり、世話役を14年間務めた。
1997年9月から2000年7月にかけて、毎回違う噺を3題ずつ、合計100の演目を高座にかける落語会「桂歌之助百噺」を開いた。
糖尿病とも闘いつつ、文筆家としての顔も持っていた。また、1997年、3代目桂歌之助を見習いとして自宅に通わせている間に急性膵炎で入院し、正式な入門日も入院中だった。
2001年9月に食道がんで入院生活に入る（余命3か月と宣告された）。病状が小康状態にあった10月、院内で簡易の高座を作り入院患者相手に落語会を開いた。演目は「狸の賽」。このとき手伝ってくれた3代目（当時は桂歌々志）に「今日はありがとう。あなたと縁ができたのは私の自慢です」と手紙を送っている。しかしその後回復することなく2002年1月2日に死去。55歳没。息を引き取ったのは、師匠米朝が今後大きな会場では独演会をしないと銘打った、最後のサンケイホールの独演会、2日間興行の初日未明だった。米朝は著書で「一門による正月公演が始まる日、おめでとうのはずが、お悔やみになってしもうた。でも、そのお蔭で歌やんは毎年正月になると皆から思い出して貰（もろ）うてます」と記している。

## 芸風
ネタは古典、新作両方得意とし、端正な語り口と知的ユーモア、鋭い批評性を特徴とした。
晩年の橘ノ圓都に「寝床」を稽古してもらった。現在は3代目が演じている。
手作りの骸骨の人形（石川五右衛門の遺骨という設定）を操って噺をする珍品「善光寺骨寄せ」を得意ネタとしていた。この噺は人形と共に弟子の3代目に受け継がれている。
新作に、ゲームの効果音をはめものに使った「ファミコン丁稚」がある。

## 事件・事故との奇縁
落語会を開くたびに大きな事故が起こったり、著名人の訃報があったりしたため、「不幸を呼ぶ男」「災害を呼ぶ男」という異名が付いてしまい、本人も自嘲半分で「恐怖の大王」と称していた。代表的なものでは天六ガス爆発事故、千日デパート火災、ホテルニュージャパン火災、日航機羽田沖墜落事故、コンコルド墜落事故のほか、江利チエミ、志村喬、ダイアナ妃の死去などがある。特に、天六ガス爆発事故はデビューとなる落語会を開く予定の寺が負傷者や遺体の収容所になりデビュー延期、コンコルド墜落事故は「桂歌之助百噺」最終回当日といったように、重要な会が大きな事故と重なりその影響を蒙ったことも何度かあったことが、その印象を強くしている。

## 人物
愛称は複数あり、有名なものは桂歌丸と同じ「歌さん」。弟子の3代目歌之助も同じ愛称で呼ばれることがある。他にも「歌やん」があり、師匠の米朝は著書でこの呼び名を使っている。
米朝によると、普段は真面目だが飲酒すると荒れたという。このため「飲む前は律儀と遠慮の人なのに」という川柳も作られ、没後に出た書籍のタイトルにも使用されている。
実子がいなかったため、唯一の弟子である3代目をかわいがったという。
中島らもの小説「寝ずの番2」（短編集『寝ずの番』に収録）に登場する「橋次」や、かんべむさしの小説『泡噺とことん笑都』に登場する「桂朝之助」のモデルとされる。また、SF作家の堀晃と交友があり、堀は歌之助の没後に関連書籍の編集に加わっている。

## 弟子
- 3代目桂歌之助（桂歌々志改め）

## 関連書籍
- 堀晃ほか（編）『桂歌之助 飲む前は律儀と遠慮の人なのに』ソリトン・コーポレーション、2003年12月[4]